# GE Honda HF120
Das GE Honda HF120 (Entwicklungsmodell wurde als HF118 bezeichnet) ist ein kleines Turbofan-Triebwerk für leichte Geschäftsreiseflugzeuge.

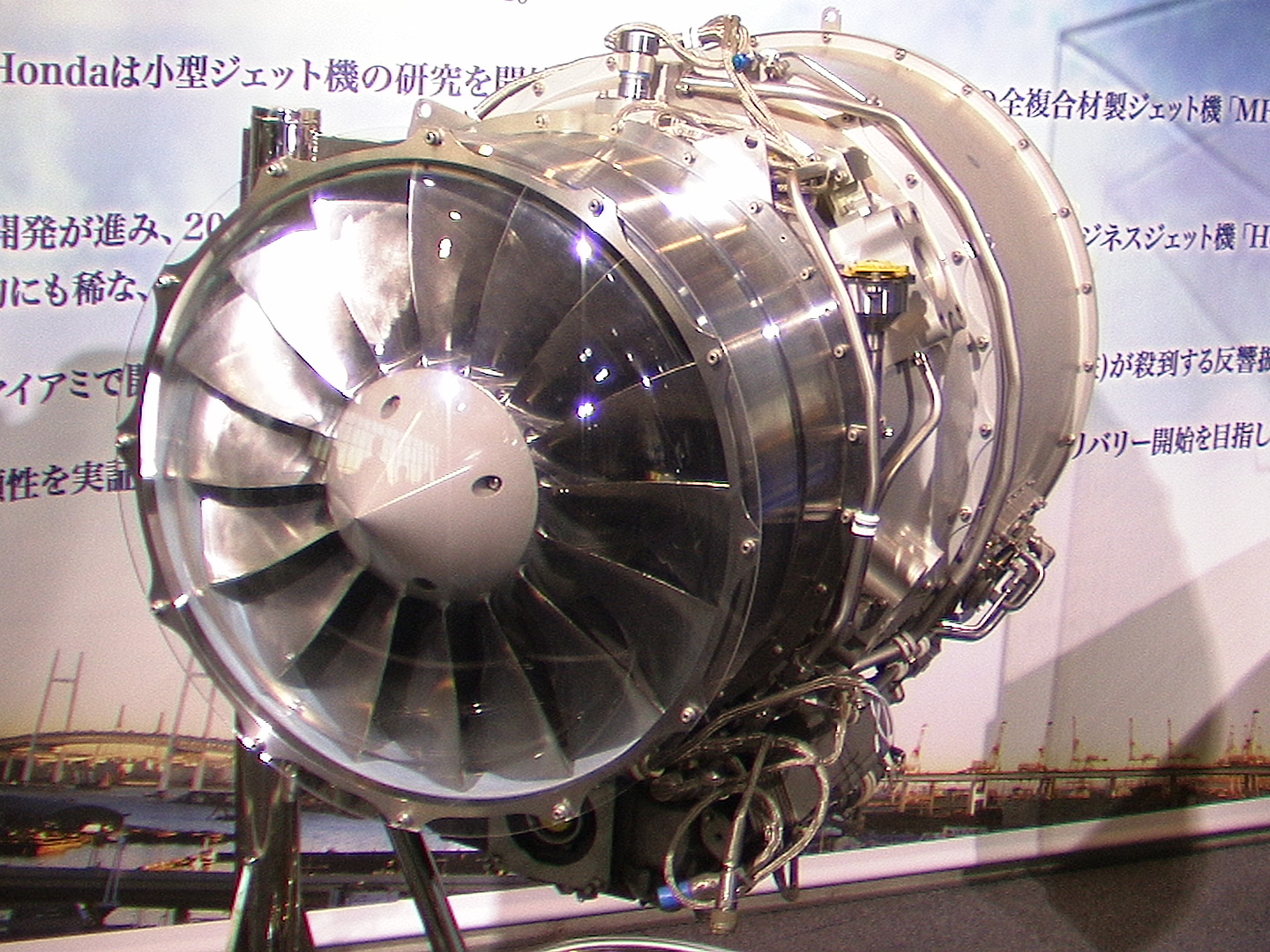
Ein Modell des GE Honda HF120 Triebwerks

## Entwicklung
Das Triebwerk ist ein Produkt der Firma GE Honda, welche ein seit 2004 bestehendes Joint Venture zwischen dem US-amerikanischen Triebwerkshersteller GE Aviation und dem japanischen Unternehmen Honda ist. Es soll als erstes in die HA-420 HondaJet, später jedoch auch in Flugzeuge anderer Hersteller eingebaut (z. B. Spectrum S-40 Freedom) werden. Das Triebwerk besitzt einen Fan mit gebogenen Schaufeln großer Blatttiefe und wird über ein zweikanaliges FADEC-System gesteuert. Die Schaufelräder des Fans und im Niederdruckverdichter sind in einem Stück gefertigt (Blisk: Blade integrated disk). Der Radial-Hochdruckverdichter besteht aus Titan (Blätter aus einer Einkristalllegierung). Charakteristisch ist die Umkehrbrennkammer und die gegeneinander drehenden Hoch- und Niederdruckwellen. 
Der Erstlauf erfolgte am 11. September 2007 im Testzentrum von Honda in Tokio, wobei ein Maximalschub von 9,31 kN erreicht wurde. Die Zulassungstests sollten 2008 beginnen. Der Erstflug wurde für 2010 und die erste Auslieferung auf 2011 bekanntgegeben.
Der Erstflug der Maschine mit den montierten HF120-Triebwerken fand am 20. Dezember 2010 am Piedmont Triad International Airport in Greensboro (North Carolina) statt. Da sich Konstruktionsprobleme mit dem Triebwerk ergaben, wurde die Auslieferung des Flugzeuges damit auf Mitte 2013 verzögert.

## Technische Daten
- Schub: 9,11 kN
- Länge: 111,8 cm
- Durchmesser: 53,8 cm
- Fandurchmesser: 47 cm
- Trockenmasse: <180 kg
- Nebenstromverhältnis: 2,9:1
- Gesamtdruckverhältnis: 24:1
- Stufen: Hochdruckverdichter und -turbine je 1, Niederdruckverdichter und -turbine je 2